# 李海朝
李 海朝（イ・ヘジョ、朝鮮語: 이해조、1869年2月27日 - 1927年5月11日）は、日本統治時代の朝鮮の評論家、小説家。
本貫は全州李氏。号は悦斉（ヨルジェ、열재/悅齋）、怡悦斉（イヨルジェ、이열재/怡悅齋）、東濃（トンノン、동농）。ペンネームは善飮子、遐觀生、惜春子、神眼生、解觀子、牛山居士。
『新小説の創始者』と評され、 帝国新聞、皇城新聞、毎日新報に小説を連載した。

## 生涯
麟坪大君の10代孫である李哲鎔と清風金氏との間に長男として生まれた。1907年に帝国新聞に入社し、大韓協会で教育部事務長を務めた。このころより帝国新聞で小説『枯木花』、『鬢上雪』などを連載し、1908年、『枯木花』。『鬢上雪』、『紅桃花』、『驅魔劒』などの単行本が発行された。1910年に転職して毎日新報に入社し、『花世界』、『花の血』、『獄中花』などの作品を毎日新報に連載した。1913年に毎日新報を退社し、
1927年5月11日、58歳で死去した。